# Doncamatic
"Doncamatic" és un senzill de la banda alternativa Gorillaz composta conjuntament pel cantant britànic Daley. Fou publicat el 21 de novembre de 2010 de forma digital i l'endemà també estava disponible en còpia física. Fou afegida a la reedició de l'àlbum Plastic Beach de Gorillaz exclusivament pel Regne Unit.
El videoclip s'estrenà el 15 de novembre de 2010 per Myspace. És protagonitzat per Daley dins un submarí individual que viatja per l'oceà amb la intenció d'unir-se a Gorillaz i a la resta dels seus col·laboradors a la platja de plàstic (Plastic Beach). 2D també apareix en una petita pantalla de dins el submarí cantant en algunes seccions de la cançó. Les imatges tenen connexions amb els videoclips de "Superfast Jellyfish" i "On Melancholy Hill".

## Llista de cançons
CD senzill Regne Unit
1. "Doncamatic" − 3:22
2. "Doncamatic" (The Joker Remix) − 4:45

7" Regne Unit
1. "Doncamatic" − 3:22
2. "Empire Ants" (Paul Harris & Paul Rogers Vocal Mix - Feat. Little Dragon) (Gorillaz, Yukimi Nagano) − 3:53

iTunes EP
1. "Doncamatic" − 3:22
2. "Doncamatic" (The Joker Remix) − 4:45
3. "Album Mixtape" (Gorillaz) − 8:29

CD Promo
1. "Doncamatic" − 3:22
2. "Doncamatic" (Instrumental) − 3:22